# Jerzy Biederman
Jerzy Biederman (ur. 16 września 1933 we Lwowie, zm. 28 grudnia 1959 w okolicy Wyżniego Żabiego Stawu Białczańskiego) – polski taternik i alpinista, asystent Politechniki Wrocławskiej.

## Życiorys
Wspinał się od 1954 w skałkach w Górach Sokolich w Sudetach. Jego partnerem wspinaczkowym od 1956 był Józef Panfił (1934–1959). W 1957 przeszedł w Tatrach jako czwarty w historii drogę Łapińskiego i Paszuchy na Galerii Gankowej i lewą depresję północno-wschodniej ściany Kazalnicy Mięguszowieckiej. Poprowadził nowe drogi na Wielkiej Teriańskiej Turni i Zadniej Baszcie. Zimą przeszedł grań od Kasprowego Wierchu do Kopy Spadowej i północnej ściany Wołowej Turni i Żabiego Szczytu Wyżniego. Na Kaukazie w 1958 wszedł na Elbrus i Pik Wolnej Hiszpanii. W towarzystwie Jana Surdela pokonał Kazalnicę Mięguszowiecką lewą połacią ściany. Wspinał się także w Alpach Wallijskich drogą Welzenbacha na Breithorn.
Zginął w grudniu 1959 w lawinie schodząc razem z Józefem Panfiłem i Mirosławem Hensoldem (1929–1959) z Żabiego Szczytu Wyżnego w Tatrach. Ich zwłoki zostały wydobyte z Wyżniego Żabiego Stawu Białczańskiego wiosną 1960. Zostali pochowani we wspólnym grobie na Nowym Cmentarzu w Zakopanem (kwatera K2-21-19).

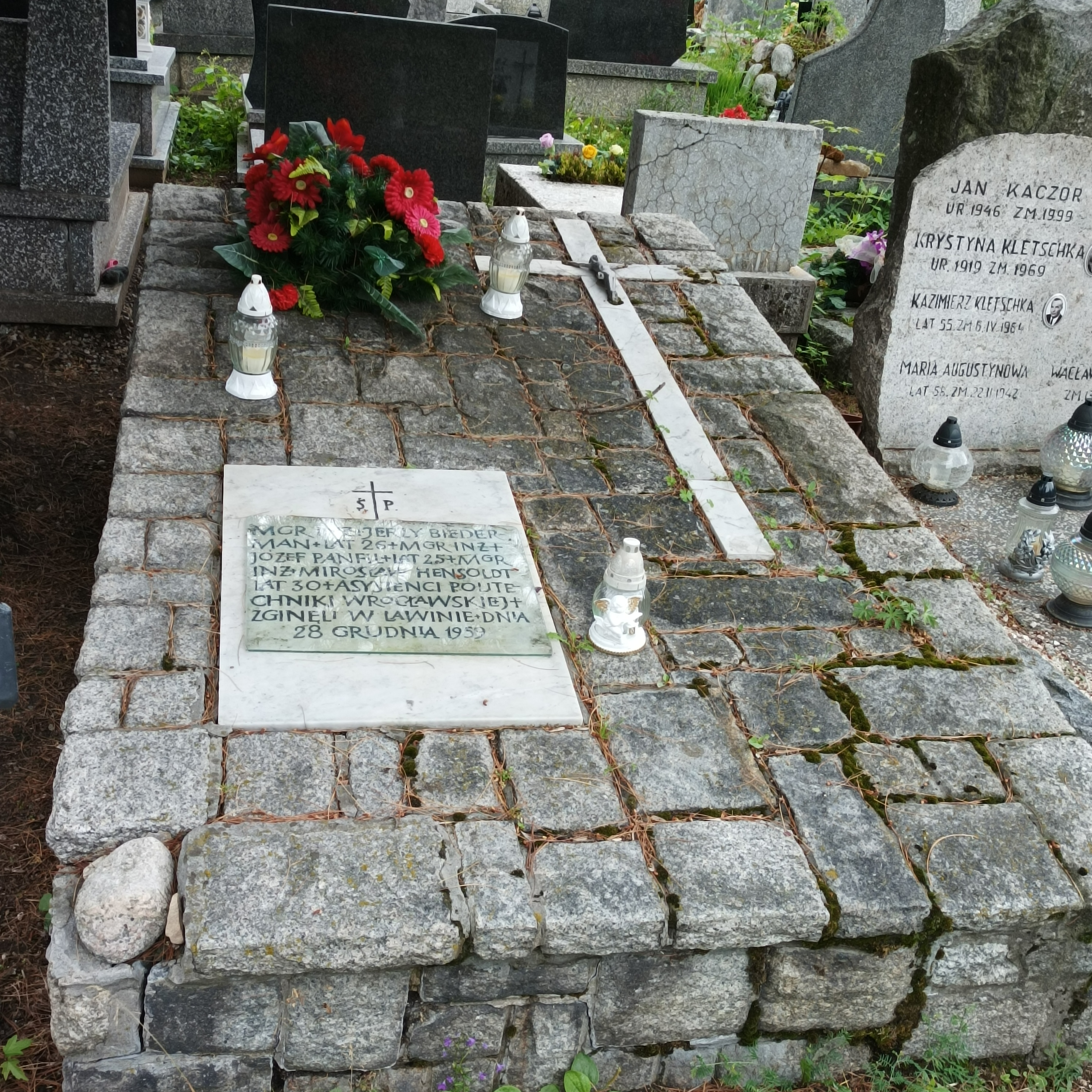
Grób Jerzego Biedermana na Nowym Cmentarzu w Zakopanem

Jerzy Biederman pracował jako asystent w Katedrze Elementów Maszyn Politechniki Wrocławskiej. Był członkiem wrocławskiego Klubu Wysokogórskiego. Był także członkiem wrocławskiej Sekcji Grotołazów.
Był synem Juliusza (1903–1990) i Marii z domu Szajner (1908–1985). Jego brat Wojciech (1942–1964), taternik i speleolog, zginął na Galerii Gankowej w Tatrach.